# Conector tubular

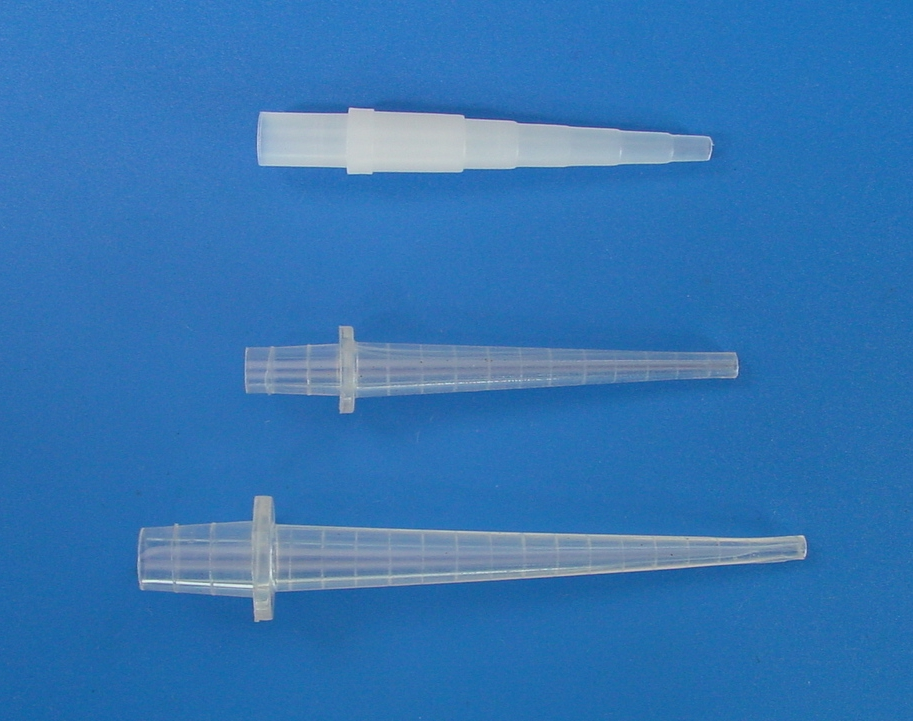
Conector tubular cônico

Na medicina, um conector tubular é um dispositivo que efetua a ligação entre dois ou mais tubos de um determinado equipamento ou sistema de drenagem, por exemplo entre um dreno torácico e um sistema coletor de drenagem pleural ou mediastinal.
Existem vários tipos diferentes de conectores tubulares, alguns em formato de “Y” de modo a permitir conexão com mais de uma saída.
Os diâmetros de encaixe das extremidades podem ser diferentes. Na figura ao lado, temos um tipo de conector tubular que possui uma das extremidades em formato cônico de modo a permitir a conexão com tubos de diversos calibres.

## Conector tubular cônico

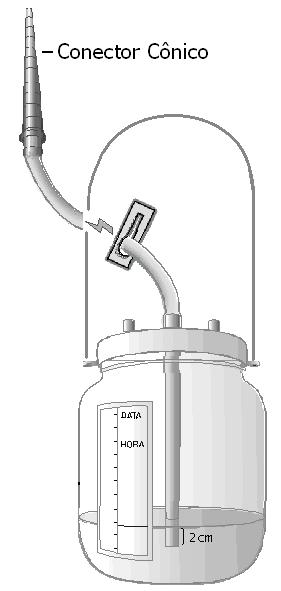
Sistema coletor de drenagem pleural ou mediastinal com conector

Na cirurgia torácica o conector tubular cônico possibilita a conexão do tubo de drenagem do sistema coletor de drenagem pleural ou mediastinal com drenos torácicos de diversos diâmetros, de acordo com a necessidade médica.

## O uso na emergência médica
O formato cônico permite que a extremidade mais fina do conector possa ser conectada, durante uma emergência médica, a uma agulha hipodérnica ou a um cateter vascular, destinado a drenagem emergencial do pneumotórax hipertensivo.

## O preparo do conector tubular cônico
Rotineiramente, durante a drenagem torácica, o conector deve ser previamente seccionado para a conexão com o dreno torácico, objetivando otimizar o diâmetro interno da conexão. Desta forma, evita-se o estreitamento da luz do tubo de drenagem que poderia ser facilmente obstruída por coágulo.

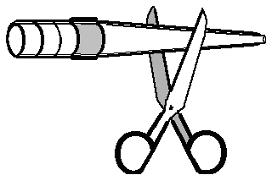
Corte do Conector Tubular Cônico

1. Inserir e fixar cirurgicamente o dreno torácico na cavidade pleural ou no mediastino
2. O dreno torácico deve ser preparado para conexão cortando-o transversalmente na sua extremidade chanfrada distal.
3. O diâmetro interno do dreno torácico deve ser verificado e o conector tubular cônico deve ser cortado transversalmente no maior diâmetro que possibilite conexão firme com o diâmetro interno do dreno.
4. O dreno torácico deve ser firmemente conectado ao conector tubular, e a ligação ao tubo de drenagem do sistema coletor de drenagem deverá ser reforçada com fita adesiva, de modo a evitar desconexão acidental por arrancamento.